# دييغو أوريجويلا
دييغو أوريجويلا (بالإسبانية: Diego Orejuela Rodríguez)‏ هو لاعب كرة قدم إسباني في مركز الوسط، ولد في 20 يناير 1962 في لالويزيانا ‏ في إسبانيا. شارك مع منتخب إسبانيا تحت 18 سنة لكرة القدم ومنتخب إسبانيا تحت 21 سنة لكرة القدم ومنتخب إسبانيا لكرة القدم ومنتخب كاتالونيا لكرة القدم. أما مع النوادي، فقد لعب مع إسبانيول ونادي ساباديل ونادي لاردة.